# Australian Open de 1995
O Australian Open de 1995 foi um torneio de tênis disputado nas quadras duras do Flinders Park, em Melbourne, na Austrália, entre 16 e 29 de janeiro. Corresponde à 27ª edição da era aberta e à 83ª de todos os tempos.

## Finais

### Profissional
| Categoria | Evento    | Campeã(s)(o/ões)                     | Vice-campeã(s)(o/ões)          | Resultado          | Chave(s)  | Chave(s)       |
| --------- | --------- | ------------------------------------ | ------------------------------ | ------------------ | --------- | -------------- |
| Simples   | Masculino | Andre Agassi                         | Pete Sampras                   | 4–6, 6–1, 7–6, 6–4 | principal | qualificatório |
| Simples   | Feminino  | Mary Pierce                          | Arantxa Sánchez Vicario        | 6–3, 6–2           | principal | qualificatório |
| Duplas    | Masculino | Jared Palmer Richey Reneberg         | Mark Knowles Daniel Nestor     | 6–3, 3–6, 6–3, 6–2 | principal | principal      |
| Duplas    | Feminino  | Jana Novotná Arantxa Sánchez Vicario | Gigi Fernández Natalia Zvereva | 6–3, 76–7, 6–4     | principal | principal      |
| Duplas    | Misto     | Natasha Zvereva Rick Leach           | Gigi Fernández Cyril Suk       | 7–64, 36–7, 6–4    | principal | principal      |

### Juvenil
| Categoria | Evento    | Campeã(s)(o/ões)                 | Vice-campeã(s)(o/ões)                | Resultado     | Chave(s)  | Chave(s)       |
| --------- | --------- | -------------------------------- | ------------------------------------ | ------------- | --------- | -------------- |
| Simples   | Masculino | Nicolas Kiefer                   | Jon-Min Lee                          | 6–4, 6–4      | principal | qualificatório |
| Simples   | Feminino  | Siobhan Drake-Brockman           | Annabel Ellwood                      | 6–3, 4–6, 7–5 | principal | qualificatório |
| Duplas    | Masculino | Luke Bourgeois Jong-Min Lee      | Nicolas Kiefer Ulrich Jasper Seetzen | 6–2, 6–1      | principal | principal      |
| Duplas    | Feminino  | Corina Morariu Ludmila Varmužová | Saori Obata Nami Urabe               | 6–1, 6–2      | principal | principal      |